# Pacific (album)
Pacific – drugi album japońskiej grupy NEWS, wydany 7 listopada 2007 roku. 
Zajął pierwsze miejsce na dziennej i tygodniowej liście "Oriconu". Cztery single z tego krążka zostały wydane oddzielnie. Dodatkowo wersja limitowana zawiera 32–stronicowy album zdjęciowy, a wersja regularna 16–stronicowy dodatek i 2 nagrania bonusowe.

## Lista utworów
1. Ai no Matador
2. Sayaendo
3. TEPPEN
4. Change the World
5. Alibi
6. code (kompozytorem jest Ryō Nishikido)
7. Chirarizumu
8. Ai Nante
9. Nantoka Narusa
10. Gomen Ne Juliet (kompozytorem jest Yamashita Tomohisa)
11. Hadashi no Cinderella Boy
12. Hoshi wo Mezashite
13. Mafuyu no Nagareboshi
14. Sono Egao Boku ni Misete